# 于伯塞巴赫河

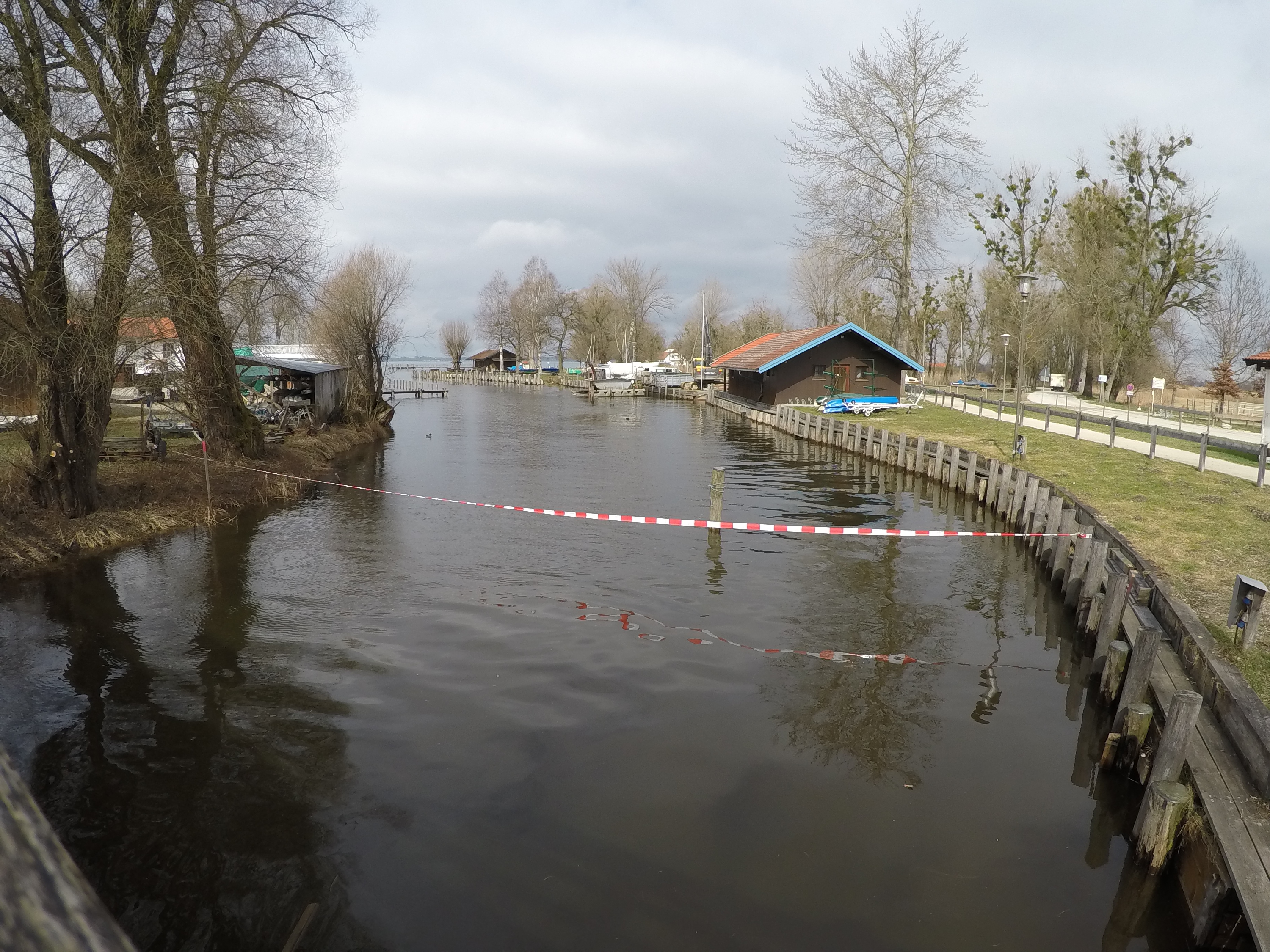

47°49′50″N 12°22′27″E / 47.83051°N 12.37413°E
于伯塞巴赫河（德語：Überseer Bach）是德國的河流，位於該國東南部，由巴伐利亞負責管轄，流經特勞恩施泰因縣，最終注入基姆湖，河道全長9.1公里，流域面積71.8平方公里。